# Сатхінь

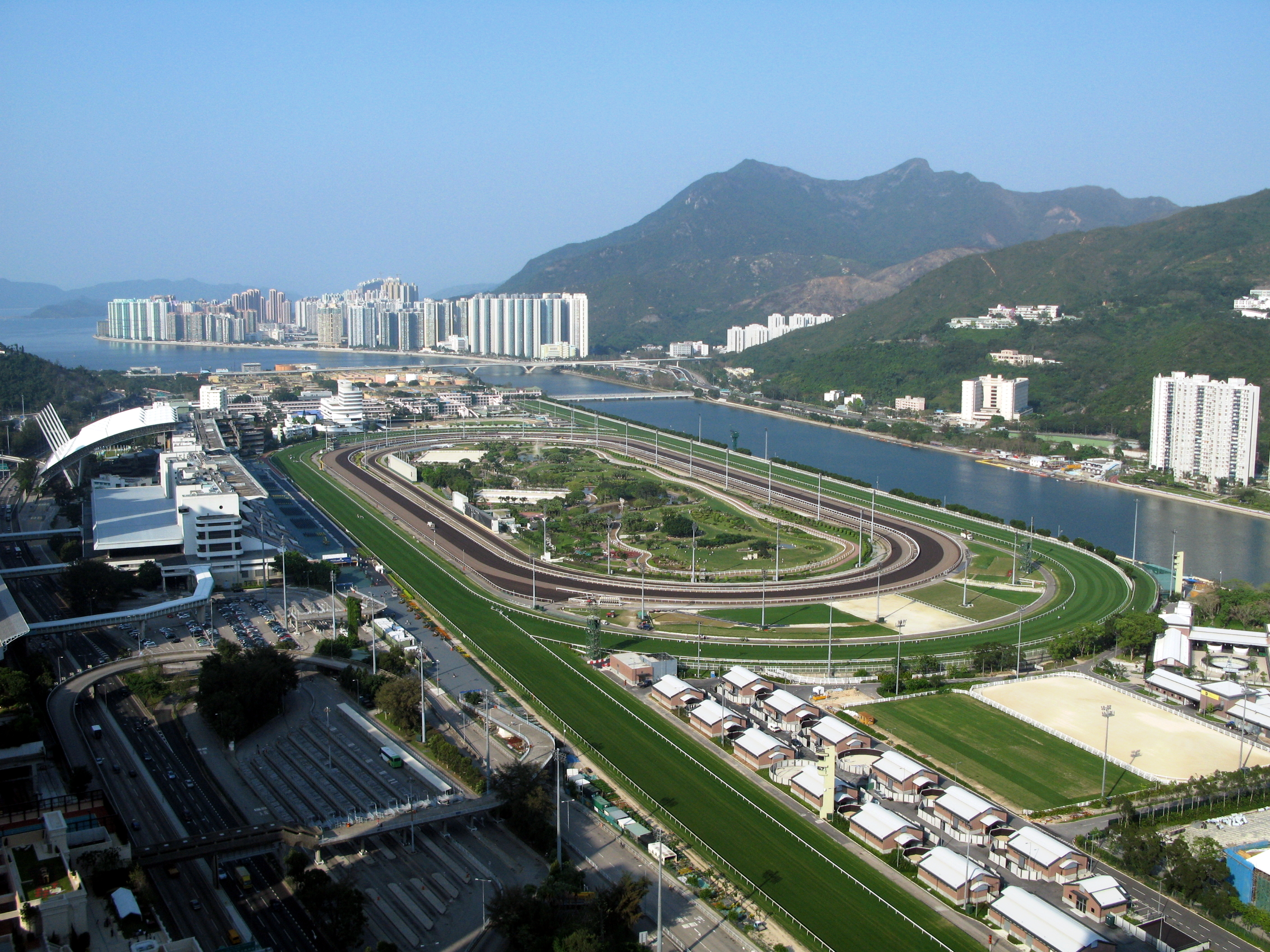
Ша-Тін

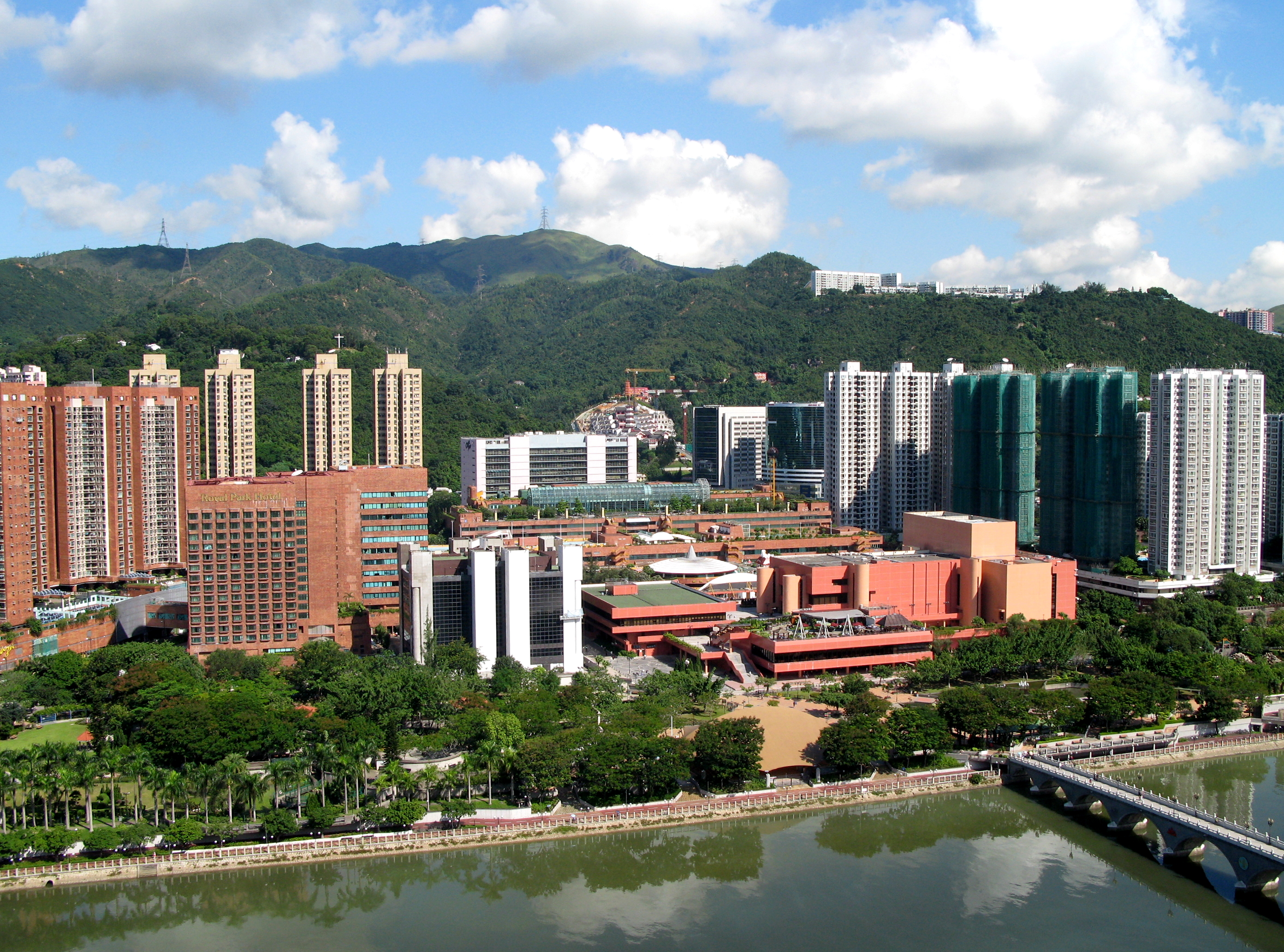
Ша-Тін

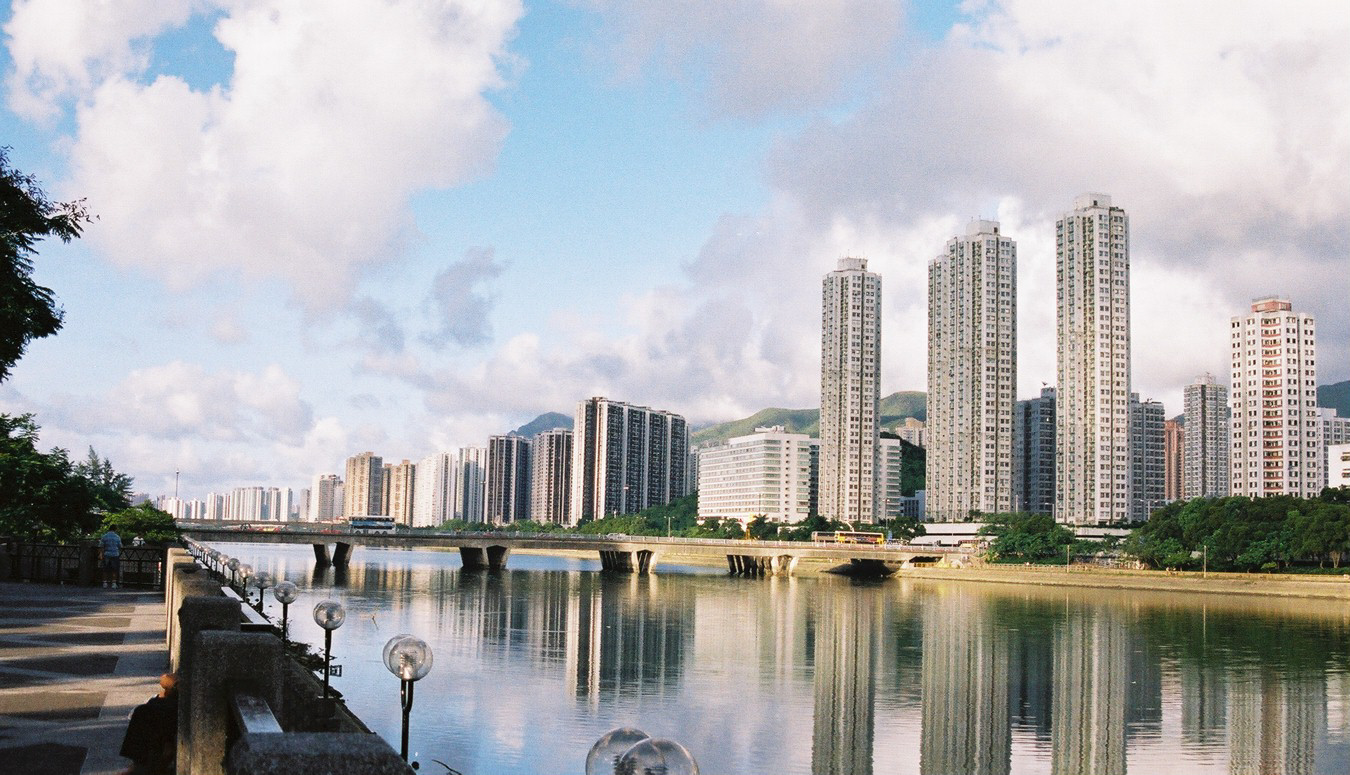
Ша-Тін

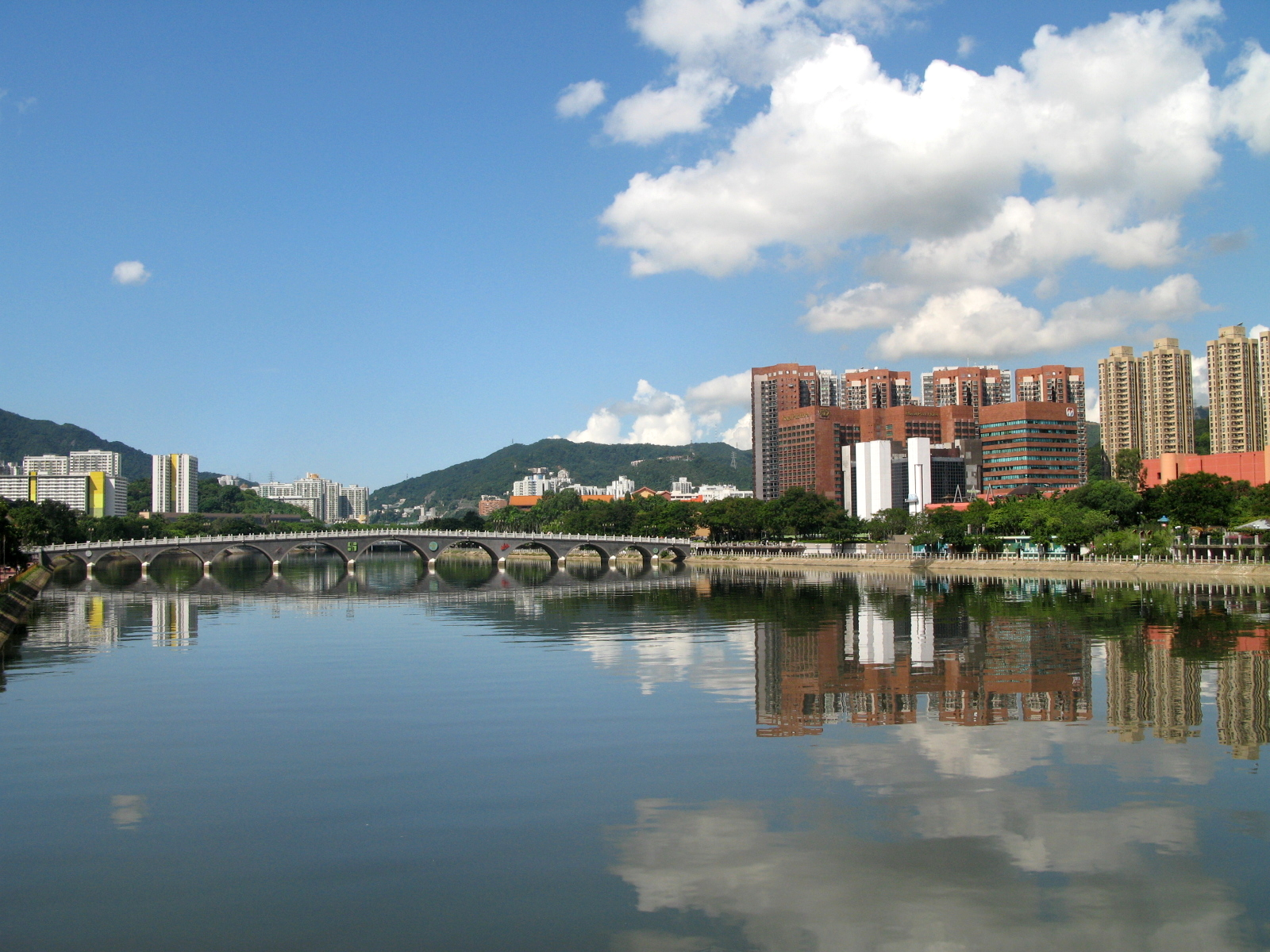
Ша-Тін

Сатхінь (Кит. писмн. 沙田, ютпх. Saa1 tin4), також Ша-Тін (англ. Sha Tin) — один з 18 округів Гонконгу. Розташований у центрі південної частини Нових Територій.

## Населення
2006 року в окрузі проживало 608 тис. людей. Ша-Тін є найбільшим населеним округом Гонконгу. Згідно з переписом 2016 року проживає 659 794 осіб.

### Релігія
В окрузі розташовані монастир Десяти тисяч Будд, храми Че Кунг Міу та Хоу Вонг, християнський центр Тао Фонг Шан, баптистські церкви Сіті Ван та Ша Тін, англіканська церква Ша Тін.

## Економіка
В окрузі розташовані штаб-квартири компаній «Kingboard Chemical», «Johnson Electric», «Swire Coca-Cola Hong Kong», «PC Partner», «Zotac», «Sapphire Technology» та «Kowloon-Canton Railwai Corporation. Хаятт Рідженсі», «Рігал Ріверсайт», «Горизон Сюїт» та «Ройал Парк», а також великий комплекс очищення стічних вод Ша-Тін.

### Торгівля
Найбільші торговельні центри округу — «Нью Таун Плаза», «Сітілінк Плаза», «Ша Тін Сентр», «Ша Тін Плаза», «Лакі Плаза», «Вай Ва Сентр», «Саншайн Сіті Плаза», «Саншайн Базар», «Ма Він Шан Плаза», «Лейк Сілвер», «Квонг Юен», «Сіті Ван Плаза», «Мей Лам», «Бельєйр Гарденс». Також популярний у мешканців ринок Ша-Тін.

## Транспорт
- Лінія MTR «Іст Рейл» пов'язує округ з Коулуном та Тайпоу
- Лінія MTR «Ма Он Шан» проходить по території округу і є відгалуженням лінії «Іст Рейл»
- Шосе «Толо» з'єднує округ з Тайпоу
- Автомобільні тунелі Лайон Рок і Тейтс Кейрн з'єднують округ із Коулуном, тунель Шінг Мун — із Чхюньванем.

## Визначні пам'ятки
- Плавучий ресторан «Стар Сіфуд»
- Село хакка Цанг-Тай-Ук — житло 1848 року з граніту, дерева та зеленої цегли, з оборонними вежами та залом предків, що досі використовувався.
- Водосховище Шек-Лей-Пуй

### Найбільші будівлі
- Житловий комплекс Фестивал-Сіті

### Музеї та галереї
- Гонконзький музей культурної спадщини — найновіший та найбільший музей Гонконгу. Відкритий 16 грудня 2000 року і включає 12 галерей, кафе та музейний магазин.

### Парки
- Ма-Он-Шан Каунтрі Парк
- Парк Пенфолд
- Парк Ша-Тін — популярний парк, що розташований вздовж каналу річки Шінг Мун (відкритий щодня з 07:00 до 22:45).
- Парк Ма-Он-Шан
- Парк Юен-Чау-Кок

## Освіта та наука
- Китайський університет Гонконгу
- Гонконгський інститут спорту
- Кампус Гонконзького інституту професійно-технічної освіти
- Коледж управління Ханг-Сенг
- Коледж Ша Тін
- Коледж Ренесанс
- Лі По Чун Юнайтед Уорлд Коледж
- Методистський коледж Ша Тін
- Лютеранська теологічна семінарія
- Міжнародна християнська школа
- Гонконзький науковий парк

## Охорона здоров'я
- Госпіталь Принца Уельського
- Госпіталь Юніон
- Госпіталь Ша Тін
- Клініка Юен Чау Кок

## Культура
- Публічна бібліотека Ша-Тін
- Публічна бібліотека Ма-Он-Шан

## Спорт
- Іподром Сатхінь — один із двох іподромів у Гонконзі.
- Спорткомплекс Ма-Он-Шан
- Спорткомплекс Сатхінь